# Zlaté maliny za rok 1994
Zlaté maliny za rok 1994 byly udělovány 26. března 1995 v El Roy Hotel v Kalifornii k uctění nejhorších filmů roku. Nejvíce nominací získal film Barva noci, celkem 9. Film O Malence se stal prvním filmem nominovaným na Zlatou malinu.

## Nominace
| Kategorie                         | Nominace (vítěz tučně) |
| --------------------------------- | --- |
| Nejhorší film                     | Barva noci (Hollywood Pictures) |
| Nejhorší film                     | Všude dobře, doma nejlíp (Columbia) |
| Nejhorší film                     | Aljaška v plamenech (Warner Bros.) |
| Nejhorší film                     | Specialista (Warner Bros.) |
| Nejhorší film                     | Wyatt Earp (Warner Bros) |
| Nejhorší herec                    | Kevin Costner za film Wyatt Earp v roli Wyatta Earpa |
| Nejhorší herec                    | Macaulay Culkin za filmy Kšefty s tátou, Vládce knih a Sám doma a bohatý v rolích Timmyho Gleasona, Richarda Tylera a Richieho Riche                                  |
| Nejhorší herec                    | Steven Seagal za film Aljaška v plamenech v roli Forresta Tafta |
| Nejhorší herec                    | Bruce Willis za film Specialista v roli Raya Quicka |
| Nejhorší herec                    | Sylvester Stallone za filmy Barva noci a Všude dobře, doma nejlíp v rolích Dr. Billa Capa a vypravěče                                                                 |
| Nejhorší herečka                  | Sharon Stone za filmy Křižovatka a Specialista v rolích Sally Eastman a May Munro                                                                                     |
| Nejhorší herečka                  | Kim Basinger za film Útěk do Mexika v roli Carol McCoy |
| Nejhorší herečka                  | Joan Chen za film Všude dobře, doma nejlíp v roli Masu |
| Nejhorší herečka                  | Jane March za film Barva noci v roli Rose |
| Nejhorší herečka                  | Uma Thurman za film I na kovbojky občas padne smutek v roli Sissy Hankshaw                                                                                            |
| Nejhorší herec ve vedlejší roli   | O. J. Simpson za film Bláznivá střela 33 a 1/3: Poslední trapas v roli detektiva Nordberga                                                                            |
| Nejhorší herec ve vedlejší roli   | Dan Aykroyd za filmy Útěk do ráje a Všude dobře, doma nejlíp v roli Freda Laveryho a Pa Taxe                                                                          |
| Nejhorší herec ve vedlejší roli   | Jane March za film Barva noci v roli Richieho |
| Nejhorší herec ve vedlejší roli   | William Shatner za film Star Trek: Generace v roli Jamese T. Kirka |
| Nejhorší herec ve vedlejší roli   | Rod Steiger za film Specialista v roli Joeho Leona |
| Nejhorší herečka ve vedlejší roli | Rosie O'Donnell za filmy Kam zmizela hlídka 54?, Útěk do ráje a Flintstoneovi v rolích Lucille Toody, Sheily Kingston a Betty Rubble                                  |
| Nejhorší herečka ve vedlejší roli | Kathy Bates za film Všude dobře, doma nejlíp v roli matky |
| Nejhorší herečka ve vedlejší roli | Elizabeth Taylor za film Flintstoneovi v roli Pearl Slaghoople |
| Nejhorší herečka ve vedlejší roli | Lesley Ann Warren za film Barva noci v roli Sondry Dorio |
| Nejhorší herečka ve vedlejší roli | Sean Young za film I na kovbojky občas padne smutek v roli Marie Barth                                                                                                |
| Nejhorší pár na plátně            | Tom Cruise a Brad Pitt ve filmu Interview s upírem (remíza) |
| Nejhorší pár na plátně            | Sylvester Stallone a Sharon Stone ve filmu Specialista (remíza) |
| Nejhorší pár na plátně            | Kterákoliv kombinace dvou lidí z obsazení filmu Barva noci |
| Nejhorší pár na plátně            | Dan Aykroyd a Rosie O'Donnell ve filmu Útěk do ráje |
| Nejhorší pár na plátně            | Kevin Costner a "kterákoliv jeho manželka" (Annabeth Gish, Joanna Going nebo Mare Winnigham) ve filmu Wyatt Earp                                                      |
| Nejhorší režie                    | Steven Seagal za film Aljaška v plamenech |
| Nejhorší režie                    | Lawrence Kasdan za film Wyatt Earp |
| Nejhorší režie                    | John Landis za film Policajt v Beverly Hills III |
| Nejhorší režie                    | Rob Reiner za film Všude dobře, doma nejlíp |
| Nejhorší režie                    | Richard Rush za film Barva noci |
| Nejhorší scénář                   | Tom S. Parker, Jim Jennewein, Steven E. de Souza za film Flintstoneovi                                                                                                |
| Nejhorší scénář                   | Matthew Chapman a Billy Ray za film Barva noci |
| Nejhorší scénář                   | John Mattson za film Prostě úžasná |
| Nejhorší scénář                   | Alan Zweibel a Andrew Sheinman za film Všude dobře, doma nejlíp |
| Nejhorší scénář                   | Ed Horowitz a Rubin Russin za film Aljaška v plamenech |
| Nejhorší nová hvězda              | Anna Nicole Smith za film Bláznivá střela 33 a 1/3: Poslední trapas v roli Tanyi Peters                                                                               |
| Nejhorší nová hvězda              | Jim Carrey za filmy Ace Ventura: Zvířecí detektiv, Hloupý a hloupější a Maska v rolích Ace Ventury, Lloyda Christmase a Stanleyho Ipkisse                             |
| Nejhorší nová hvězda              | Chris Elliott za film Plavčík v roli Nathaniela Mayweathera |
| Nejhorší nová hvězda              | Chris Isaak za film Malý Buddha v roli Deana Conrada |
| Nejhorší nová hvězda              | Shaquille O'Neal za film Lanaři v roli Neona Boudreauxe |
| Nejhorší filmová píseň            | „Marry the Mole!“ z filmu O Malence, napsali Barry Manilow, text Jack Feldman                                                                                         |
| Nejhorší filmová píseň            | „The Color of the Night“ z filmu Barva noci, hudba a text Jud J. Friedman, Lauren Christy a Dominic Frontiere (skladba byla ve stejný rok nominována na Zlatý glóbus) |
| Nejhorší filmová píseň            | „Under the Same Sun“ z filmu Aljaška v plamenech, napsali Mark Hudson, Klaus Meine a Scott Fairbairn                                                                  |
| Nejhorší remake nebo sequel       | Wyatt Earp (Warner Bros.) |
| Nejhorší remake nebo sequel       | Policajt v Beverly Hills III (Paramount) |
| Nejhorší remake nebo sequel       | Dobrodruzi z velkoměsta II: Legenda o Curlyho zlatě (Columbia) |
| Nejhorší remake nebo sequel       | Flintstoneovi (Universal) |
| Nejhorší remake nebo sequel       | Milostná aféra (Warner Bros.) |